# Forschungsgemeinschaft für elektrische Anlagen und Stromwirtschaft
Die Forschungsgemeinschaft für elektrische Anlagen und Stromwirtschaft e. V. (FGH) ist ein deutscher gemeinnütziger Forschungsverein mit Hauptsitz in Mannheim und weiteren Standorten in Aachen, Hamburg und Paris.
Dieser befasst sich mit den Themengebieten der Leistungsfähigkeit und Sicherheit der Versorgung mit elektrischer Energie. Der hohe technische Stand der Stromversorgungsanlagen und der industriellen Erzeugnisse soll durch Fortentwicklung und Erhalt sichergestellt werden. Dazu werden wissenschaftliche Untersuchungen und Klärungen aller Fragestellungen und Problematiken durchgeführt, die beim Betrieb, der Planung und dem Bau von elektrischen Energieversorgungsanlagen auftreten.

## Mitglieder
Die FGH hat folgende Mitglieder (Stand 2024):
- 4 Übertragungsnetzbetreiber
- 34 Verteilnetzbetreiber & Infrastrukturbetreiber
- 14 Unternehmen der Elektroindustrie und Infrastruktur Services
- 6 Think Tanks & Consultants & Software
- 7 Korrespondierende Mitglieder

## Gliederung
Die FGH e. V. gliedert sich in zwei Abteilungen:
- Energietechnische Anlagen
- Elektrische Netze

Außerdem existieren folgende Tochtergesellschaften:
- FGH GmbH
- FGH Zertifizierungsgesellschaft mbH

## Geschichte
| Jahr | Ereignis |
| ---- | --- |
| 1921 | Gründung als Studiengesellschaft für Hochspannungsanlagen e. V.                                                                    |
| 1967 | Umzug nach Mannheim-Rheinau |
| 1973 | Fusion mit 400-kV-Forschungsgemeinschaft e. V. Umbenennung zu Forschungsgemeinschaft für Hochspannungs- und Hochstromtechnik e. V. |
| 1999 | Umbenennung in Forschungsgemeinschaft für Elektrische Anlagen und Stromwirtschaft e. V. infolge von Umstrukturierung               |
| 2000 | Ausgründung von Teilen der Prüftätigkeit in FGH Engineering & Test GmbH                                                            |
| 2001 | Übernahme der FGH Engineering & Test GmbH durch die IPH                                                                            |
| 2002 | FGH e. V. wird als wissenschaftliche Einrichtung an der RWTH Aachen anerkannt (An-Institut)                                        |
| 2007 | Prüfsysteme werden in FGH Test Systems GmbH ausgegliedert                                                                          |
| 2011 | Zertifizierung, Software, Studien und Gutachten werden in FGH GmbH ausgegliedert                                                   |
| 2014 | FGH Test Systems GmbH wird mit FGH GmbH verschmolzen                                                                               |
| 2015 | Umzug nach Mannheim-Mallau |
| 2020 | Umzug nach Mannheim-Neckarau |